# Alexandre Alexeïev
Pour les articles homonymes, voir Alexeïev.
Alexandre Vassilievitch Alexeïev (Александр Васильевич Алексеев), né le 10 mars 1938 à Belkovo dans l'oblast de Léningrad et mort le 7 octobre 2020 à Saint-Pétersbourg, est un chef d'orchestre russe, nommé artiste honoré de la RSFSR en 1978. Il est le frère du chef d'orchestre Iouri Alexeïev (1936-2004).

## Biographie
Alexandre Alexeïev étudie en 1957-1966 au conservatoire de Léningrad la direction symphonique et chorale auprès de Constantin Olkhov et Edouard Grikourov. En 1971-1972, il obtient une bourse pour étudier à l'Académie musicale de Vienne dans la classe de Hans Swarowsky, aux côtés de Mariss Jansons et Dmitri Kitaïenko.

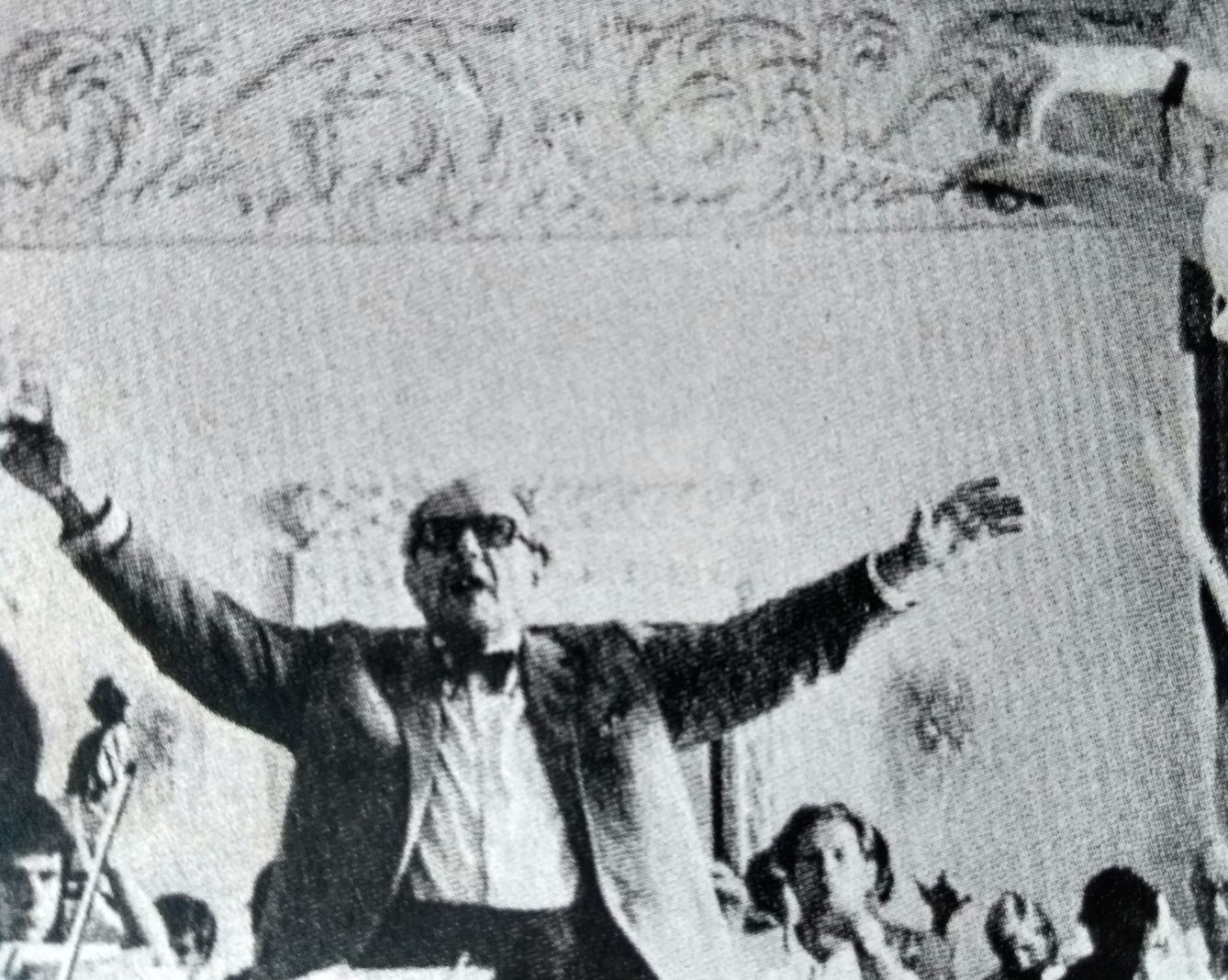
Hans Swarowski donne une classe de direction à Оссиахе (1972). Alexandre Alexeïev est assis à sa gauche, sur la droite de la photo.

Alexeïev commence sa carrière comme chef d'orchestre de l'orchestre symphonique d'État d'Oulianovsk, puis au Petit Théâtre d'opéra de Léningrad (aujourd'hui Théâtre Michel), et au Théâtre d'opéra et de ballet de Tcheliabinsk. Ensuite, il devient directeur musical de l'orchestre symphonique d'État d'Oulianovsk. Deux ans plus tard, il travaille au Théâtre Bolchoï de Moscou de 1982 à 1984 et est invité ensuite comme chef d'orchestre principal de la radio finlandaise à Helsinki. Mais n'étant pas membre du PCUS, Alexeïev se voit refuser de partir hors d'URSS pour la Finlande. Il est envoyé comme chef d'orchestre principal à l'orchestre philharmonique de Karkhov, où il demeure jusqu'en 1992.
Alexeïev a réalisé un grand nombre d'enregistrements pour la maison soviétique de disque Melodiya, entre autres avec l'orchestre symphonique de la radio soviétique. Il se produit régulièrement avec de grands musiciens soviétiques, comme Gidon Kremer, Oleg Kagan, Vadim Repine, Iouri Bachmet, David Geringas, Natalia Gutman, Dmitri Alexeïev, Mikhaïl Pletnev, Grigory Sokolov, Dmitri Bachkirov.

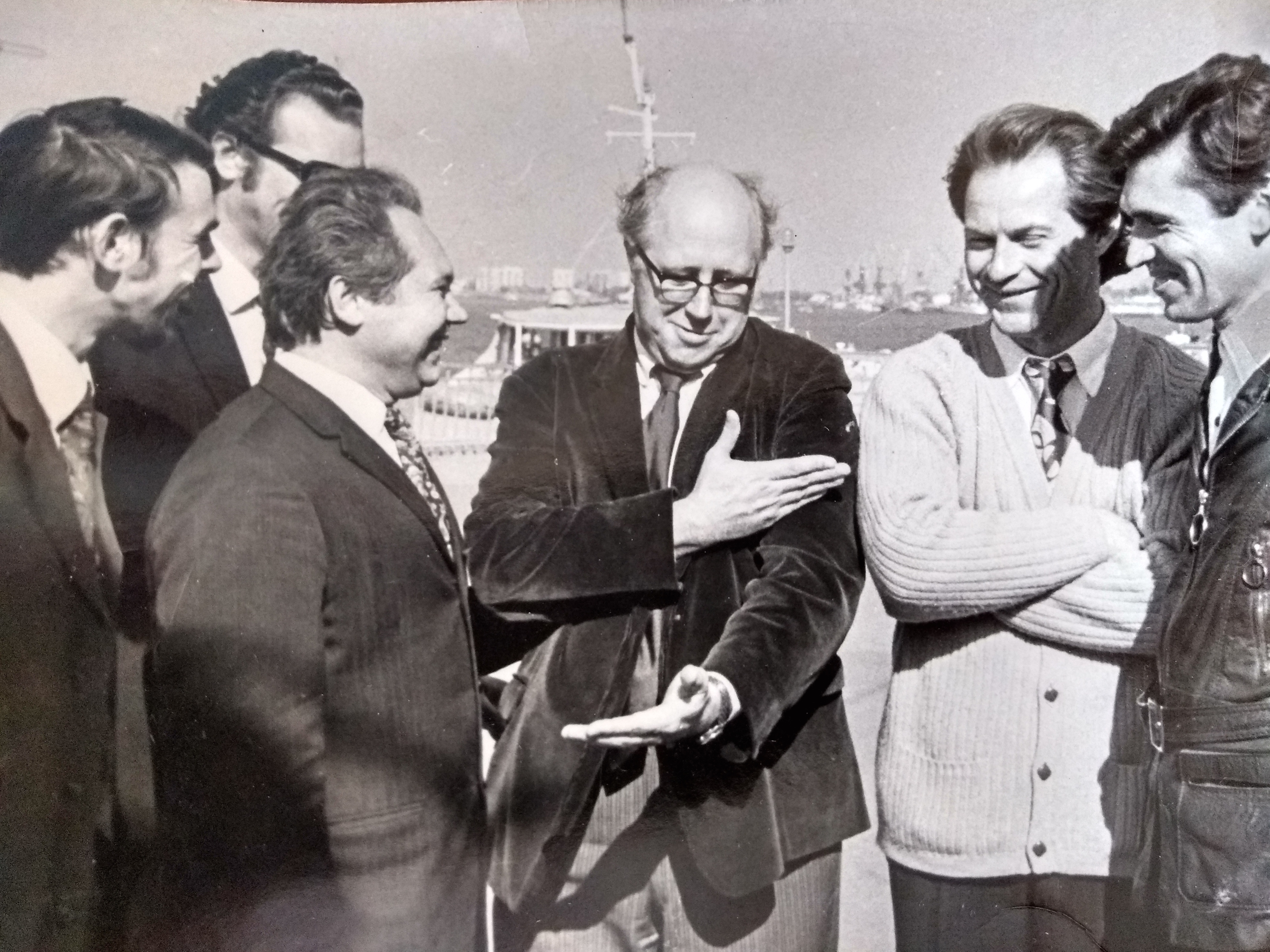
Rostropovitch (au milieu), Alexandre Alexeïev (au milieu à droite, les bras croisés) et Edouard Serov (à droite) avec des étudiants à Volgograd en 1973.

Parmi les nombreux concerts et spectacles qu'il dirigea à Léningrad, Alexandre Alexeïev dirigea en 1966 Katerina Izmaïlova de Chostakovitch sur la scène du Théâtre Maly avec Larissa Avdeieva dans le rôle principal, le compositeur assistant régulièrement aux répétitions. 
En 1978, Alexeïev est nommé artiste du peuple de la RSFSR.
En 1992, il est nommé professeur de la chaire de direction d'orchestre du conservatoire Rimski-Korsakov de Saint-Pétersbourg, dont il doyen de la faculté de direction d'orchestre de 2000 à 2008.
Il meurt en 2020 à l'âge de 82 ans, et est enterré au cimetière Volkovo de Saint-Pétersbourg. Il était marié avec la pianiste Olga Mikhaïlovna Alexeïeva (1955-2015).